# 시청률
청중 측정(audience measurement, rating)은 라디오 청취율 및 텔레비전 시청률과 관련하여, 그리고 신문 및 잡지 열독률과, 점점 더 웹 트래픽과 관련하여 관객 규모를 측정한다. 이 용어는 때때로 방송사 및 광고주가 얼마나 많은 사람이 듣고 있는지가 아니라 누가 듣고 있는지를 파악하는 데 도움이 되는 관행과 관련하여 사용된다. 세계 일부 지역에서는 결과 수치를 시청 점유율이라고 부르며, 다른 지역에서는 더 넓은 용어인 시장 점유율이 사용된다. 이 광범위한 의미는 시청자 연구라고도 알려져 있다. 측정은 대규모 및 소규모 도시권에 해당하는 미디어 시장별로 분류된다.

## 방법

### 일기
일기는 정보를 기록하는 최초의 방법 중 하나였다. 그러나 이것은 에러, 망각 및 주관성에 취약하다. 데이터는 올디스 및 믹스 형식 방송국에서 후원하는 청취 세션에서 연령, 인종 및 경제적 지위에 교차 참조된 개별 노래에 대한 청취자 의견 수준까지 수집된다. IBOPE는 1942년 상파울루에서 시작된 세계 최초의 실시간 시청률 조사 서비스였다.

### 전자
미국 텔레비전의 시청률 조사는 광고주가 이러한 취득의 가치를 결정하는 데 사용되는 추정 시청자 규모를 얻기 위해 표본 추출에 의존해 왔다. 아만다 D. 로츠(Amanda D. Lotz)는 "텔레비전은 혁명될 것이다(The Television Will Be Revolutionized)"에서 1960년대와 1970년대에 닐슨 미디어 리서치가 전화선을 사용하여 회사 컴퓨터로 매일 시청 정보를 보내고 1973년까지 전국 일일 시청률을 제공하는 장치인 스토리지 인스턴트 오디미터(Storage Instantaneous Audimeter)를 도입했다고 썼다. 오디미터는 시청자 인구 통계에 대한 충분한 정보를 제공하지는 못했지만, 닐슨이 시청자에 대한 통찰력을 제공하는 일기 보고서를 작성할 수 있게 했다. 로츠에 따르면 닐슨 표본에는 약 1,700가구의 오디미터 가정과 약 850명의 일기 응답자 로테이션 패널이 포함되었다. 닐슨은 전국 네트워크 텔레비전 시청률 조사의 통제 요인이었다.
네트워크는 2000년대 중반 닐슨이 부정확한 시청률 측정을 한다고 비난했으며, 이에 따라 회사는 자동화된 로컬 피플 미터 (LPM) 기술을 도입했다. LPM은 활동적이고 일기 기반의 지역 측정에서 수동적이고 미터로 모니터링되는 지역 시장 측정으로의 전환을 알렸다. 기술적으로 LPM은 원래 닐슨 피플 미터와 유사하며, 핵심 발전은 LPM이 지역 시장에 대한 정확한 측정을 제공한다는 것이었다. LPM 시스템은 분기별 "스윕" 기간 대신 연중 측정을 가능하게 했다. 연구원들은 LPM이 채널 서핑을 포함하여 시청된 전체 프로그램 범위를 더 정확하게 보고한다고 믿었다. 아비트론의 휴대용 피플 미터는 마이크로폰을 사용하여 각 방송국 또는 방송 네트워크의 인코더가 방송에 삽입한 가청 이하 음을 감지하고 기록하며, 매장 내 라디오를 추적하는 데 사용되었다.
지상파 디지털 텔레비전(DTT)의 도입은 시청률 측정을 복잡하게 만든다. 기술 융합 앞에서 새로운 콘텐츠와 함께 다중 신호 환경에서 시청 행동을 정확하게 나타내는 것은 방법론적 과제에 직면해 있다. 디지털 텔레비전 시청자를 측정하려면 새로운 방법론(오디오 또는 비디오 매칭, 워터마킹)이 필요하다. 오디미터 측정은 혼합 텔레비전 방송에서 아날로그 및 디지털 측정의 이중 과제에 직면한다.
인터넷 때문에 많은 기업들이 지역 시장 밖에서 제품을 판매할 수 있다. 이는 특정 시장 지역에서 고객을 찾는 데 어려움을 겪을 수 있는 틈새 시장 제품을 제공하는 데 도움이 된다. "저널 오브 애드버타이징 리서치(Journal of Advertising Research)"에서 크리스 앤더슨은 "일부 인터넷 기반 비즈니스의 경우, 지역성은 더 이상 시장을 규제하지 않는다"고 썼다. 더 넓은 선택권을 제공받은 소비자는 큰 히트작에 투표하는 비중을 줄이고 전문화된 틈새 선택지에 더 많은 "투표"를 부여한다. 앤더슨에 따르면 사람들은 항상 더 많은 선택권을 원했지만, 그들의 욕구는 비용이나 지역성에 의해 부과된 유통 병목 현상으로 인해 가려져 있었다.
새로운 디지털 기술은 처음에 가정 내 측정 시스템을 복잡하게 만들었다. 디지털 비디오 레코더(DVR)는 시청 중인 채널을 확인하기 위해 텔레비전 신호의 주파수를 측정하도록 설계된 닐슨 상자와 호환되지 않는 것처럼 보였다. DVR은 항상 동일한 주파수를 생성하므로, 텔레비전 신호의 주파수 대신 특정 프로그램의 오디오 트랙을 읽는 능동-수동(A/P) 미터를 개발할 수 있었다. 업계에 대한 다른 과제는 디지털 케이블, 인터넷, 그리고 텔레비전 이외의 시청 장치였다. 새로운 측정 방식이 가능해지고 사용자 콘텐츠 및 사용량을 모니터링할 수 있게 되면서 표본 추출 기법이 쓸모없게 될 수도 있다는 우려가 제기되었다. 다양한 기술로 시청이 점점 더 세분화되면서 콘텐츠의 시청자 수를 보고하는 데 어려움이 발생했다. 닐슨은 2010년에 DVR 시청률을 텔레비전 수치에 포함하는 "언제 어디서든 미디어 측정" 이니셔티브를 시작했다. GTAM(Global Television Audience Metering)은 여러 플랫폼(TV, 인터넷, 모바일 장치)에서 소비자 가구의 시청 행동을 측정하는 데 따르는 문제를 해결하기 위한 시청률 측정 기술 개발을 기반으로 한다. A/P 미터는 능동 및 수동 측정 기술의 조합을 사용할 것으로 예상되는 GTAM 미터로 대체될 것이다. 그러나 A/P 미터와 달리 미디어 장치에 물리적 연결이 필요하지 않을 것이다.

## 새로운 미디어
미디어위키 소프트웨어는 시청률 측정 및 위키 웹사이트의 인기도를 대략적으로 측정하는 위키팩터를 결정하는 한 형태로 HitCounters 확장 기능을 갖출 수 있다. 코로나19 범유행으로 인한 원격 근무 요건으로 인해 웨비나 및 화상 회의의 인기가 증가하면서 멘티미터 및 액티미터와 같은 직접적이고 익명적인 시청자 참여 도구가 인기를 얻었다.
닐슨//넷레이팅스는 전화 및 인터넷 설문조사로 인터넷 및 디지털 미디어 시청률을 측정한다. 닐슨 버즈메트릭스는 소비자 생성 미디어를 측정한다. 인터넷 사용 정보를 수집하는 다른 회사로는 comScore, 와쿠파, 히트와이즈 등이 있으며, 이들은 인터넷 페이지의 히트 수를 측정한다. 비저블 메저스는 모든 비디오 광고 및 콘텐츠 전반에 걸친 온라인 비디오 소비 및 배포 측정을 중점적으로 다룬다. GfK의 크로스 미디어 측정 솔루션은 TV, 인터넷 및 모바일 노출 후 오프라인 판매를 측정한다.
사이트코프, 트루미디어, 퀴비디, 릴레이블, 스티키픽셀, 코그니텍, 고카운트 및 코그노비전은 디지털 디스플레이 시청자를 감지, 추적 및 분류하기 위해 비디오 분석을 사용하여 크기, 주의 집중 시간 및 인구 통계를 포함한 실시간 시청자 데이터를 제공한다. 네트워크드 인사이트는 온라인 시청자를 측정하며, 텔레비전 프로그램의 소셜 미디어 상호작용 순위를 매긴 보고서를 발표했다. 이 연구에 따르면 네트워크드 인사이트의 상위 10개 목록에 있는 프로그램 중 절반은 닐슨 미디어 리서치(NMR) 목록에 나타나지 않았다.

## 인구 통계
프로그램 시청자의 인구 통계 또는 "데모"는 10세 단위 연령대(어린이 및 청소년 제외)로 측정된다. 광고주들은 일반적으로 가처분 소득이 가장 많다고 여겨지는 25세에서 54세 성인 또는 아직 브랜드 충성도를 확립하지 않았다고 여겨지는 18세에서 24세 성인의 "핵심 데모" 결과를 참고한다.
이러한 데모는 종종 약식으로 표기된다.
- P2+ = 2세 이상
- P6–11 = 6~11세 (어린이)
- P12–17 = 12~17세 (청소년)
- P18–24 = 18~24세
- P18–49 또는 A18–49 = 18~49세
- P25–54 또는 A25–54 = 25~54세
- P55–64 = 55~64세
- P65+ = 55~64세

## 시청률 포인트
시청률 포인트는 텔레비전 프로그램의 시청률을 측정하는 단위이다. 1 TV 시청률 포인트(Rtg 또는 TVR)는 주어진 시간 동안 조사된 지역 내 텔레비전 가구의 1%를 나타낸다. 2004년에 미국에는 약 1억 960만 가구의 텔레비전 가구가 있었으며, 2004-05 시즌에는 1개의 전국 시청률 포인트가 1,096,000가구를 나타냈다. 방송 프로그램에 사용될 경우, 프로그램 기간 동안의 평균 시청률이 일반적으로 제공된다. 시청률 포인트는 가구 단위보다는 특정 인구 통계에 자주 사용된다. 예를 들어, 핵심 연령대인 25세에서 54세 인구 통계의 시청률 포인트는 해당 국가의 25세에서 54세 전체 인구의 1%와 동일하다.
Rtg 또는 TVR은 모든 가구의 비율인 반면, 점유율은 당시 텔레비전을 시청하는 모든 가구의 1%이다. 방송의 점유율은 시청률보다 훨씬 높을 때가 많으며, 특히 전체 TV 시청률이 낮을 때 더욱 그러하다. 낮은 점유율은 TV 프로그램의 취소로 이어질 수 있다.

### GRPs 및 TRPs
총시청률 (GRPs) 또는 목표 시청률 (TRPs)은 주로 TV 기반 광고 캠페인의 성과를 측정하는 데 사용되며, 캠페인의 각 광고 스팟의 TVR 합계이다. 광고 캠페인은 캠페인 기간 동안 특정 인구 통계에서 특정 GRPs를 요구할 수 있다. 캠페인의 GRP는 시청자 비율에 시청된 광고의 평균 수를 곱한 것이다.
순 도달률은 중복 시청률을 제외한 모든 시청자가 매체에 노출된 총합이다.
| 주차  | 총 도달률 | 총 도달률 | 중복    | 총 중복 | 순 도달률 |
| ----- | --------- | --------- | ------- | ------- | --------- |
| 1주차 | 1,000     | 1,000     | --      | --      | 1,000     |
| 2주차 | 2,000     | 3,000     | (300)   | (300)   | 2,700     |
| 3주차 | 1,500     | 4,500     | (900)   | (1,200) | 3,300     |
| 4주차 | 1,200     | 5,700     | (1,000) | (2,200) | 3,500     |

## 비판
표준 시청률 조사는 시청자 규모와 기본적인 인구 통계에 대한 데이터를 수집한다. 시청자 품질은 시청자의 인구 통계학적 프로필에서 추론되지만, 시청자 참여도를 측정하지는 않는다.
시청자 조사 방법은 1990년대 새로운 미디어, 특히 디지털 미디어의 등장과 대중의 미디어 습관 변화로 인해 의문이 제기되었다. TV가 어떤 방송국에 맞춰져 있는지를 기록하여 가구 시청을 기록했던 피플 미터는 프로그램을 나중에 재생하기 위해 녹화하거나 태블릿이나 컴퓨터와 같은 장치에서 팟캐스트 또는 다운로드를 시청하는 것과 같은 새로운 시청 습관을 포착하지 못했다. 주문형 비디오(VoD)는 소비자가 프로그램을 시청할 시간을 결정할 수 있게 하고, 스마트폰은 소비자가 콘텐츠에 접근할 장소를 선택할 수 있게 한다. 미디어 조사 회사들은 다양한 플랫폼에서 새롭고 전례 없는 시청 습관을 추적할 수 있는 새로운 방법론을 고안해야 했다.
청중은 종종 여러 매체를 동시에 사용한다. 십대들은 이어폰으로 라디오를 들으면서 인터넷에서 온라인 신문과 잡지를 검색할 수 있다. 미디어 리서치 회사들은 여러 플랫폼에서 동시에 소비하는 문제에 제대로 대처하지 못했지만, 서서히 적응하고 있다.
피플 미터가 수집한 데이터는 프로그램 방영 다음 날부터 이용 가능하지만, 일기로 수집한 데이터는 분석하는 데 더 많은 시간이 필요하다. 여전히 여러 국가에서 라디오 시청률에 사용되는 라디오 조사는 일반적으로 분기별로 이용 가능하다. 보고의 시간 지연은 광고주에게 캠페인 도중 시정 조치를 취할 충분한 선행 시간을 제공하지 못한다.
일기 기반의 데이터 수집 방법에 대해서도 다른 의문이 제기되었다. 라디오 표본에 참여하는 일기 작성자가 15분 간격으로 청취를 정확하게 기록할 것이라는 기대에 대해 이의가 제기되었다.
선호도를 조사하는 것은 융통성이 없다는 비판을 받았다. 청취자들은 라디오가 다양성과 깊이가 부족하다고 불평하지만, 측정 방법은 전면적인 개편보다는 이미 세밀하게 프로그램화된 형식의 추가적인 정교화를 용이하게 한다. 미국에서는 청취자들이 새로운 음악보다는 오래된 인기곡을 듣는다. 일부 시청률 조사 방법으로 얻은 데이터는 개별 노래와 각 연령, 인종, 경제 집단이 노래에 어떻게 반응하는지에 대해 자세히 설명되어 있다. 이 접근 방식은 비틀즈의 노래와 같이 다양한 청취자층에게 좋은 점수를 얻는 잘 알려진 노래로 이어진다.

## 국가별 기업

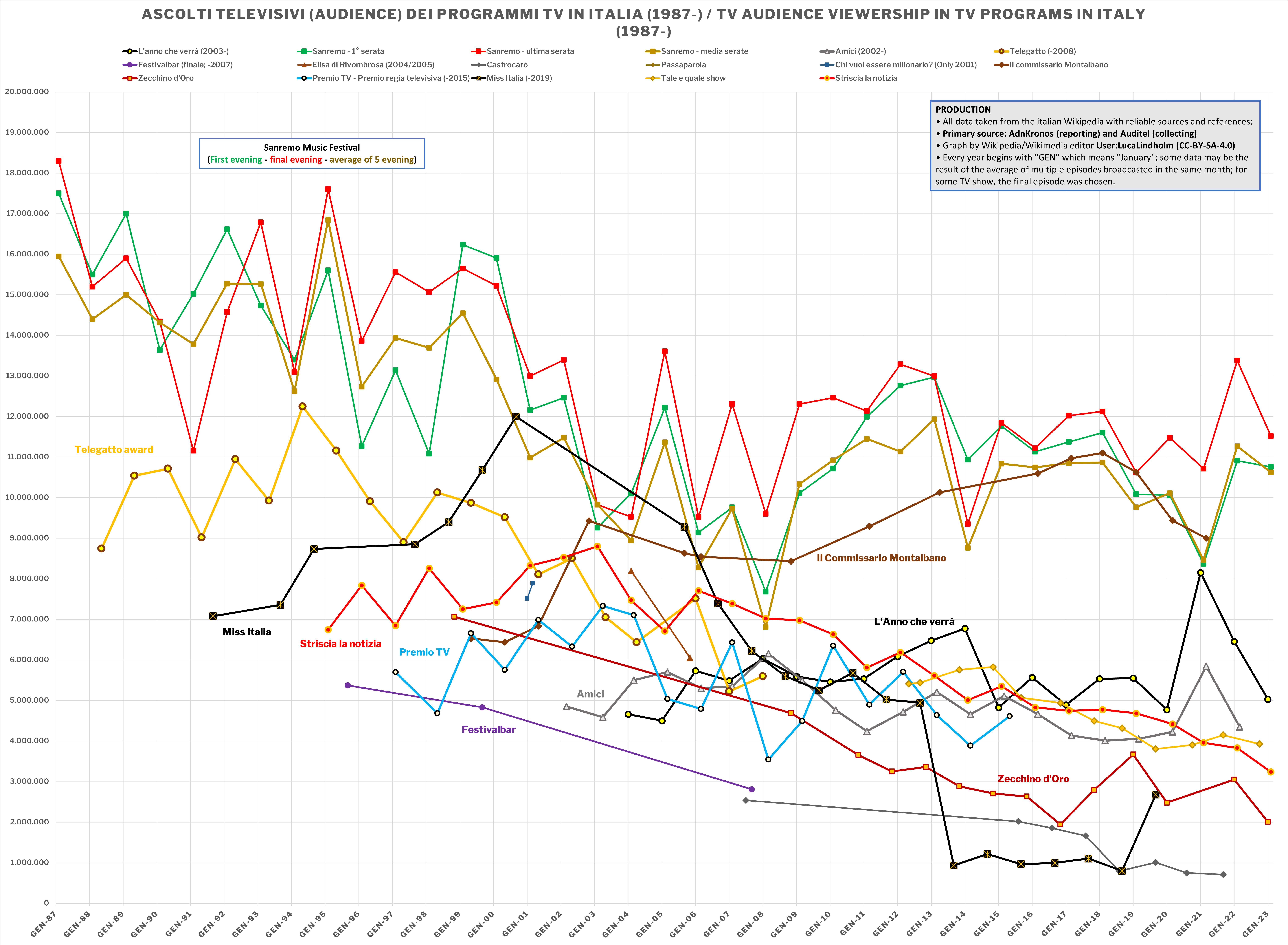
1987년 이후 이탈리아 TV 프로그램 시청률

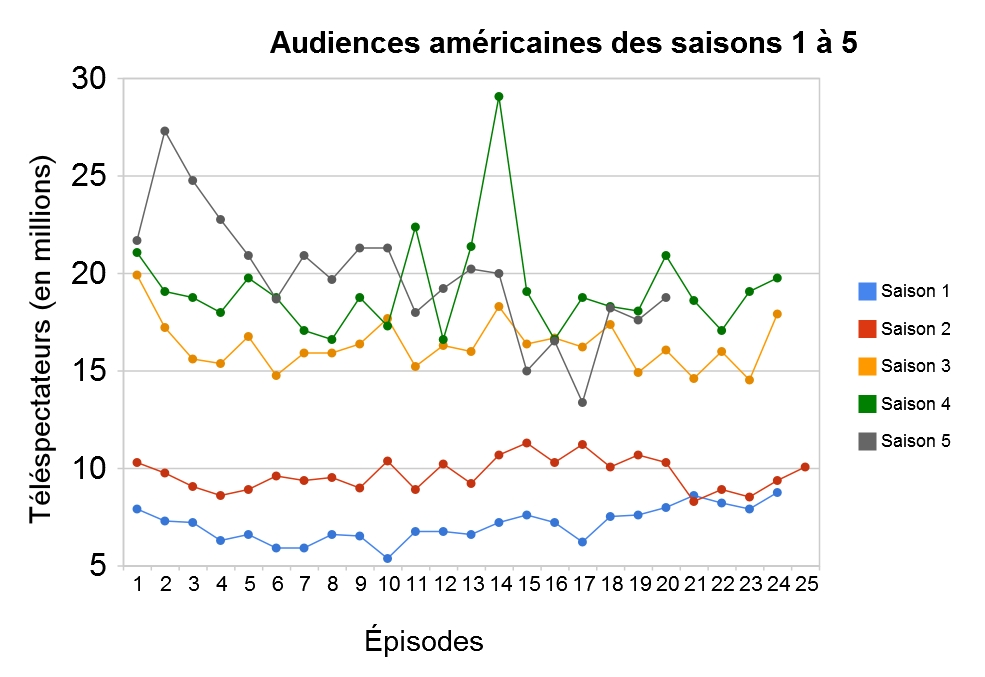
1993년부터 1998년까지 엑스파일 시청률

대부분의 국가에서 광고 산업은 시청률 측정 제공자로 미디어 조사 회사를 지지한다. 이 제공자가 사용하는 방법론은 시청률 측정의 "산업 표준 통화"로 알려진다. 산업 구성원들은 시청자 조사를 지원하고 그 결과를 공유한다. 산업이 분열되어 있거나 산업 협회가 없는 몇몇 국가에서는 두 개 이상의 경쟁 조직이 시청률 측정 서비스를 제공할 수 있으며, 이러한 국가에는 산업 표준 통화가 없다고 한다.
방송 시청자를 조사하는 데는 네 가지 데이터 수집 방법이 사용된다: 인터뷰, 일기, 미터, 스캐닝 및 모델링. 연구 회사들은 미디어가 사용되는 장소(및 시기)와 데이터 수집 비용에 따라 다른 방법론을 사용한다. 모든 방법은 표본조사를 포함한다: 모집단의 대표 표본을 취하고, 미디어 사용을 기록하며, 이를 일반 모집단으로 추정한다.
- 오스트레일리아에서는 세 개의 주요 조직이 텔레비전 시청률을 수집한다. OzTAM은 도시권을 담당하고, Regional TAM은 세 개의 상업 네트워크가 서비스하는 지역을 담당한다. 시청률은 연중 수집되지만, 여름에는 네트워크가 편성 실험을 할 수 있도록 약 10주 동안 결과가 공개되지 않는다. 라디오 조사는 GfK에서 수행한다.
- 이스라엘에서는 MBER이 라디오 및 TV 측정을 제공한다.
- 아르헨티나에서는 라디오 및 텔레비전 측정은 Ibope와 Infortecnica에서 담당한다.
- 아르메니아에서는 TV 시청률이 Admosphere-Armenia CJSC에서 수집된다.
- 오스트리아에서는 Verein Arbeitsgemeinschaft TELETEST (AGTT)의 요청으로 GfK가 측정을 담당한다.
- 벨기에 TV 및 라디오 측정은 Centrum voor Informatie over de Media (CIM)의 요청으로 GfK에서 담당한다.
- 보스니아 헤르체고비나에서는 마레코 인덱스 보스니아가 TAM 시청률(TV 미터 및 일기) 제공자이다.
- 브라질에서는 IBOPE가 TV 측정 서비스를 제공한다.
- 불가리아 TAM 시청률 제공자는 TV 미터를 사용하는 테일러 넬슨 소프레스 TV PLAN이다.
- 캐나다에서는 누메리스가 TV와 라디오를 측정하며, 자회사인 NLogic은 데이터 분석 소프트웨어를 제공하는 여러 회사 중 하나이다.
- 콜롬비아에서는 텔레비전 측정은 IBOPE와 닐슨에서 담당한다. 라디오 측정은 ECAR에서 담당한다.
- 핀란드에서는 Finnpanel이 라디오와 TV를 측정한다.
- 체코에서는 Mediaresearch가 텔레비전 시청률을 수집한다.
- 덴마크에서는 TNS 갤럽이 라디오 측정을 담당한다.
- 프랑스에서는 라디오 및 텔레비전 측정은 메디아메트리에서 담당하며, 신문 열독률은 EPIQ에서 담당한다.
- 독일에서는 TV 시청률 측정은 GfK에서 담당한다.
- 그리스에서는 텔레비전 측정은 AGB 헬라스(닐슨 시청률 측정)에서 담당한다.
- 인도에서는 텔레비전 시청률은 방송 시청률 조사 위원회에서 수집한다. IRS(인도 열독률 조사)는 신문 및 잡지 열독률의 산업 표준 통화이다.
- 이탈리아에서는 TV 측정은 1986년 11월부터 아우디텔에서 담당한다.
- 일본에서는 비디오 리서치가 라디오 및 텔레비전 측정을 담당한다.
- 카자흐스탄에서는 TV 측정은 TNS에서 담당한다.
- 사우디아라비아에서는 사우디 미디어 측정 회사(SMMC)의 요청으로 GfK가 측정을 담당한다.
- 리투아니아에서는 TV 및 라디오 측정은 TNS 갤럽에서 담당한다.
- 말레이시아에서는 두 회사가 다른 방법론을 사용하여 데이터를 제공한다: GfK 말레이시아 및 칸타르 미디어. 라디오 조사는 GfK 말레이시아에서 담당한다.
- 네덜란드 언론, TV 및 라디오 측정은 GfK에서 담당한다.
- 뉴질랜드에서는 GfK가 라디오 시청률을 측정하고 ACB McNair가 TV 시청률을 측정한다.
- 필리핀에서는 TV 측정은 칸타르 미디어 필리핀과 AGB 닐슨 필리핀에서 담당한다. 칸타르는 필리핀 TV 시청 인구를 대표하는 2,609개 도시 및 농촌 가구로 구성된 전국 패널을 보유하고 있으며, AGB 닐슨은 도시 지역에 1,980개 가구를 보유하여 시청 인구의 57%를 대표한다고 알려져 있다. 칸타르 미디어는 1513만 5천 가구(7500만 명)를 커버하며, AGB는 726만 가구(3440만 명)를 커버한다. 라디오 측정은 AGB 닐슨, 칸타르 미디어 필리핀(필리핀 방송인 협회(KBP) 및 라디오 연구 위원회 요청에 따라),[26] 그리고 필리핀 설문조사 연구 센터(PSRC)에서 담당한다.[27] 인쇄 매체 측정은 AGB 닐슨, TNS,[28] 그리고 전략 소비자 및 미디어 법인(SCMI)에서 담당한다.[29]
- 파키스탄에서는 TV 시청률 측정은 갤럽 BRB 및 미디어로직 파키스탄에서 담당한다.
- 포르투갈에서는 TV 시청률 측정은 GfK에서 담당한다.
- 폴란드에서는 TV 시청률 측정은 닐슨 시청률 측정에서 담당한다. 인터넷 시청률 측정은 제미우스에서 담당한다.
- 러시아 TV, 라디오, 언론, 인터넷 측정은 TNS 갤럽에서 담당한다. 옥외 광고는 ESPAR Analytics가 TNS Gallup과 협력하여 담당하며, 디지털 사이니지는 gocount.net에서 측정한다.
- 싱가포르에서는 정보통신 미디어 개발청(IMDA)의 요청으로 GfK가 측정을 담당한다.
- 슬로바키아에서는 TV 시청률 측정은 TNS에서 담당한다.
- 대한민국에서는 TV 측정은 AGB 닐슨(구 미디어 서비스 코리아)과 TNmS 미디어(구 TNS 코리아)에서 담당한다. AGB 닐슨은 CJ E&M 스마트 미디어 사업부의 도움을 받아 인터넷 콘텐츠 측정도 담당한다.[30]
- 스페인에서는 디지털 사이니지 시청률 측정은 aiTech에서 담당한다. 라디오 및 텔레비전 측정은 Infortecnica에서 담당한다.
- 남아프리카 공화국에서는 TNS가 라디오 조사 데이터를 수집하고 닐슨 미디어가 텔레비전 시청자 데이터를 수집한다.
- 스웨덴에서는 TV 시청률 측정은 MMS(Mediamätning i Skandinavien)에서 담당한다.
- 튀르키예에서는 TV 측정은 TNS(칸타르 미디어)에서 담당하며 라디오는 닐슨에서 담당한다.
- 영국에서는 TV 측정은 미터 패널을 통해 방송 시청률 위원회에서 관리하며, 라디오는 일기 시스템으로 RAJAR에서 담당한다. NRS(National Readership Survey)는 신문 및 잡지 열독률을 측정한다.
- 미국에서는 TV 및 라디오 측정은 닐슨 미디어 리서치에서 담당하며(라디오 구성 요소는 이전에 아비트론에서 담당), 디지털 사이니지는 트루미디어 및 코그노비전에서 담당한다. Stratacache는 시청률 측정 기술을 사용하여 디지털 사이니지 보고서를 작성한다.
- 베트남에서는 TV 측정은 VIETNAM-TAM (MIC, 닐슨 및 AMI)과 칸타르 미디어에서 담당한다.

## 같이 보기
- 인터넷 라디오 시청률 측정
- 가장 많이 시청된 텔레비전 방송 목록